# Lars Lander
Lars Lander (* 21. Juli 1943) ist ein ehemaliger dänischer Radrennfahrer und nationaler Meister im Radsport.

## Sportliche Laufbahn
Lander gewann die nationale Meisterschaft im Straßenrennen der Amateure 1965. Dies war sein bedeutendster Erfolg als Radrennfahrer.
1966 siegte er als Mitglied der dänischen Nationalmannschaft im Großen Conti-Straßenpreis in Hannover vor seinem Landsmann Verner Blaudzun.
1966 bestritt er die Internationale Friedensfahrt und wurde beim Sieg von Bernard Guyot 34. der Gesamtwertung. Er startete für den Verein DBC Kopenhagen.